# Boursorama
Boursorama és un grup de banca electrònica propietat de Société Générale, creat inicialment amb la participació de la Caixa per a competir amb ING Group. A França utilitza el nom de Boursorama Banque, a Alemanya OnVista i a Espanya Self Bank by Singular Bank. La seu del grup es troba a París i la de les filials a Londres, Frankfurt del Main i Alcobendas, respectivament.
El juny de 2015, CaixaBank anuncià la venda de la seva participació en Boursorama (20,5%) a Société Générale i de la participació directa en Self Bank (49%) a Boursorama.